# 菲律宾武装部队

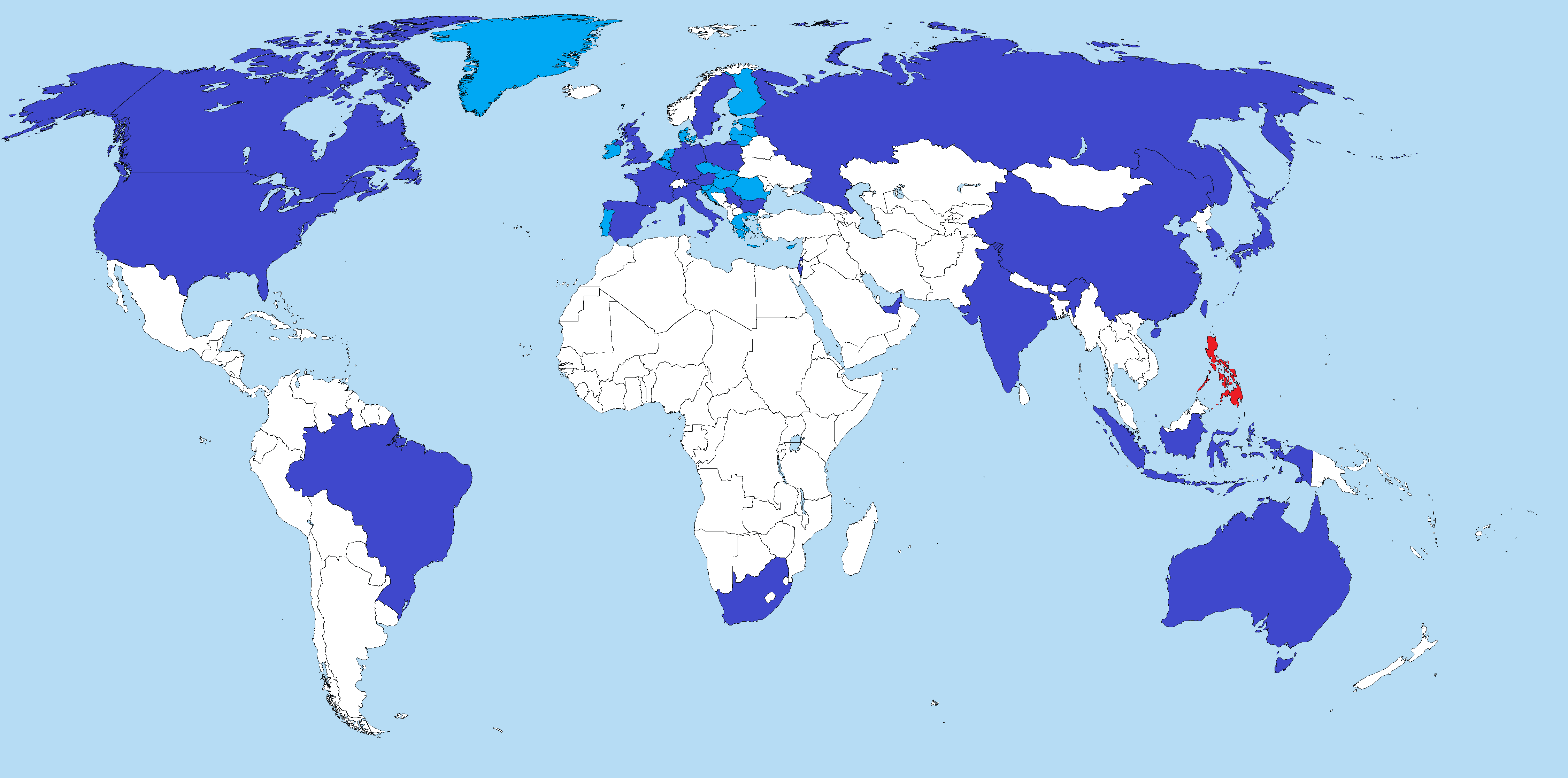
菲律宾武装部队 外国供应国（蓝色），包括欧盟成员国（浅蓝色）

菲律宾武装部队（英語：Armed Forces of the Philippines，縮寫为。 簡稱為菲軍，是菲律宾共和国的国家武装力量，主要由陸、海、空三軍組成，其中現役軍人12萬，預備役軍人13萬。重点加强首都及西部南沙的防卫，有半数以上的舰艇和陆战队部署在西部海区。 菲律宾总统是菲律宾武装部队总司令，与国防部共同制定军事政策，国防部是执行军事政策的主要机关，而武装部队参谋长则负责制定军事政策。 菲律宾军队担任菲律宾武装部队的总指挥官和最高级别的军官。
菲律宾武装部队根据 1935 年《国防法》成立，其根源可追溯到菲律宾革命军，在该国历史上发挥了不可或缺的作用。 菲律宾武装部队还参与了各种冲突，例如打击针对菲律宾共产党（CPP）及其附属组织、新人民军（NPA）和菲律宾民族民主阵线（NDF）的叛乱以及行动 打击棉兰老岛当地的伊斯兰恐怖分子。菲律宾武装部队还参与了世界各地的各种维和行动，作为其对联合国贡献的一部分。目前，菲律宾共和国實行志願兵役制。

## 军队指挥官
- 总司令: 小费迪南德·R·马科斯总统
- 国防部长：吉尔伯特·爱德华·杰拉德·西奥多·Jr. 部长，PAF（预备役
- 国家安全顾问：国务卿爱德华·M·耶尔
- 总统军事顾问：国务卿罗曼·菲利克斯
- 菲律宾海问题总统顾问：安德鲁·C·琴蒂诺 (Andrew C. Centino) 国务卿

| 菲律宾武装部队参谋长   | 菲律宾武装部队参谋长           | 任命                           | 部门             |
| ---------------------- | ------------------------------ | ------------------------------ | ---------------- |
|                        | 小罗密欧·S·布劳纳上將          | 2023 年 7 月 21 日 (1岁359天)  | 菲律賓陸軍       |
| 菲律宾武装部队副参谋长 | 菲律宾武装部队副参谋长         | 任命                           | 部门             |
|                        | 阿瑟·M·科杜拉中将              | 2023 年 8 月 1 日 (2岁233天)   | 菲律賓空軍       |
| 菲律宾武装部队副参谋长 | 菲律宾武装部队副参谋长         | 任命                           | 部门             |
|                        | 查尔顿·肖恩·盖尔兰中将         | 2022 年 11 月 24 日 (2岁110天) | 菲律賓海軍陸戰隊 |
| 菲律宾陆军司令         | 菲律宾陆军司令                 | 任命                           | 部门             |
|                        | 罗伊·加利多中将                | 2022 年 12 月 20 日 (2岁14天)  | 菲律賓陸軍       |
| 菲律宾海军司令         | 菲律宾海军司令                 | 任命                           | 部门             |
|                        | 托里比奥·D·阿达奇中将          | 2022 年 11 月 24 日 (2岁233天) | 菲律賓海軍       |
| 菲律宾空军司令         | 菲律宾空军司令                 | 任命                           | 部门             |
|                        | 斯蒂芬·P·帕雷尼奥中将          | 2022 年 12 月 20 日 (2岁207天) | 菲律賓空軍       |
| 菲律宾海军陆战队司令   | 菲律宾海军陆战队司令           | 任命                           | 部门             |
|                        | 阿图罗·G·罗哈斯少将            | 2023 年 5 月 10 日 (2岁66天)   | 菲律賓海軍陸戰隊 |
| 菲律宾武装部队军士长   | 菲律宾武装部队军士长           | 任命                           | 部门             |
|                        | 军士长乔·玛丽·V·卢塞罗（代理） | 2023 年 3 月 3 日 (2岁134天)   | 菲律賓海軍       |

## 歷史

### 前殖民时期
前殖民时期的菲律宾在描笼涯制度下保留了地方民兵组织。 这些团体向拿督报告，除了维持社区秩序外，还充当他们的防御力量。 随着伊斯兰教的到来，穆斯林控制下的棉兰老地区苏丹国的国防军体系与该地区其他现有苏丹国的国防军体系相仿。 这些为苏丹服务的当地武士也对他任命的合格男性公民负责。
在西班牙殖民时期，西班牙陆军负责群岛的陆地防御和一般秩序，而西班牙海军则在海上执行海上治安任务，并为陆军提供海军后勤保障。 国民警卫队承担警察职责并维持村庄和城镇的公共秩序。 在西班牙殖民时代的早期，大部分军队都是由征服者组成，并辅以当地辅助部队。 到了18世纪和19世纪，出现了由西班牙人和菲律宾人混合组成的线列步兵和骑兵队形，以及在19世纪下半叶由全菲律宾志愿者组成的志愿营。 来自其他殖民地的部队也被征召来扩充菲律宾现有的兵力。 群岛上的西班牙军队几乎全部编队都参与了17世纪至19世纪当地的宗教起义，以及1896年菲律宾革命中与革命势力的战斗。 在革命的高峰期，西班牙陆军、国民警卫队和海军中的一些菲律宾人和一些西班牙人叛逃到菲律宾革命军。
西班牙在 1898 年《巴黎条约》中割让菲律宾，使新宣布的东南亚共和国的独立处于严重危险之中。 当美军已经登陆其他岛屿并占领城镇和村庄时，革命者正在拼命战斗。 1901 年，美国建立了由菲律宾战士组成的菲律宾警察部队，用来对付后来被俘虏的阿吉纳尔多将军。
2002年4月9日，菲律宾总统格洛丽亚·马卡帕加尔-阿罗约宣布，随着米格尔·马尔瓦将军投降，菲美战争于1902年4月16日结束。
自美国开始统治菲律宾以来，美国陆军在陆地上负责保卫国家，美国海军在海上负责保卫国家，直到 1935 年《国防法》通过，该法要求菲律宾建立菲律宾的独立国防军。

### 军队建立与联邦时代
根据1935年国防法，菲律宾武装部队于1935年12月21日正式成立，该法生效。退役美国将军道格拉斯·麦克阿瑟被要求监督其建立和培训。 麦克阿瑟接受了这一提议，成为菲律宾陆军元帅，此后没有其他人担任过这一职务。他的妻子琼妮·麦克阿瑟 (Jean MacArthur) 觉得这种情况很有趣，并表示她的丈夫从美国陆军的最高军衔变成了一支不存在的军队的最高军衔。 1936 年 8 月 24 日，奎松总统在马拉坎南宫举行的仪式上正式授予麦克阿瑟陆军元帅称号，当时麦克阿瑟手持金色元帅权杖，穿着独特的制服。
菲律宾陆军包括直接向陆军总部报告的海军和空军力量，以及菲律宾警察部队，后来成为地面部队的一部分。 1938年，警察部门从军队中分离出来，重组为国家警察部队。
整个岛屿的军事管理分为十个“军区”。
| 军区     | 防区                                             |
| -------- | ------------------------------------------------ |
| 第一军区 | 北吕宋岛                                         |
| 第二军区 | 林加延和中部平原                                 |
| 第三军区 | 吕宋岛中东部、巴丹岛和三描礼士省                 |
| 第四军区 | 吕宋岛中南部，包括马尼拉、八打雁、巴拉望和民都洛 |
| 第五军区 | 吕宋岛东部和东南部以及卡坦杜内斯                 |
| 第六军区 | 塔布拉斯、帕奈岛和马林杜克岛                     |
| 第七军区 | 内格罗斯                                         |
| 第八军区 | 薄荷岛和宿务                                     |
| 第九军区 | 萨马岛和莱特岛                                   |
| 第十军区 | 棉兰老岛和苏禄省                                 |

麦克阿瑟于 1940 年复兴了海军，并组建了菲律宾陆军航空队（前身为菲律宾警察航空队），从而扩大了菲律宾陆军规模，但在 1941 年 12 月太平洋战争爆发时，他们还没有做好战斗准备。 并且无法击败 1941-42 年日本对菲律宾的入侵。

### 第二次世界大战
1940-41 年，菲律宾军队的大部分士兵被编入美国远东陆军部队 (USAFFE)，麦克阿瑟被任命为指挥官。 美国远征军在科雷希多岛进行了最后的抵抗，此后日本军队迫使剩余的菲律宾和美国的所有军队投降。 菲律宾联邦军总司令部的设立是占领期间前往该省的军事基地。 那些在入侵中幸存但逃离日本人的人组成了公认的游击队和菲律宾联邦军队的持续当地军事力量的基础，继续与全岛的敌人作战。解放期间，菲律宾保安部队在菲律宾武装部队服役。

### 独立后
日本在二战中战败后，菲律宾于1946年获得独立（这是继1898年菲律宾独立宣言之后的第二次独立）。
战前的军区曾短暂地继续用于管理军队，直到 1946 年重组为军区司令部。1947 年，随着菲律宾陆军航空兵 (PAAC) 升级为菲律宾空军，现代菲律宾武装部队首次出现。
1950年，时任国防部长拉蒙·麦格赛赛命令拉蒙·阿尔卡拉斯准将研究美国海军陆战队的组织后，创立了菲律宾海军陆战队，这是一支由菲律宾海军指挥的海军步兵部队。 阿尔卡拉兹建议创建这一新军种，为他赢得了菲律宾海军陆战队“之父”的美誉。
在 1951 年至 1953 年的朝鲜战争期间，菲律宾派遣了多个菲律宾武装部队营，即菲律宾远征军 (PEFTOK)，作为美国领导的联合国司令部的一部分，将韩国从入侵的朝鲜军队手中解放出来。
在此期间，菲律宾武装部队一直与虎克军（Hukbalahap）的各个分支成员发生冲突，虎克军（Hukbalahap）仍被称为“虎克”，后来被重组为“人民解放军”（Hukbong Mapagpalaya ng Bayan），即马克思列宁主义的武装派别。 1930 年菲律宾共产党 (PKP-1930)。 这场冲突实际上于 1954 年结束，虎克人在拉蒙·麦格赛赛 (Ramon Magsaysay) 担任总统期间成为强弩之末。:44
1966年，越南战争期间，菲律宾武装部队的一个营也被派往南越，以改善那里人民的经济和社会条件。 菲律宾武装部队也同时被派往南沙群岛。
1963 年，随着妇女辅助军团的成立，第一批妇女加入武装部队。

### 戒严
费迪南德·马科斯总统 1965 年就任总统后就寻求对武装部队产生强大的个人影响力。在担任总统的头十三个月内继续担任国防部长，以发展学者们所说的“国防机构内的赞助制度”。该职务使他能够与法新社领导层直接互动，并参与法新社的日常运作。
1972年宣布戒严令后，马科斯将AFP视为他的“戒严令执行者”和“该政权的重要支持者之一”。1972 年宣布戒严法后，他们最早的任务之一就是迅速逮捕和遏制马科斯的政治对手，在 1986 年 2 月军队不再支持他后，马科斯对权力的控制就被有效打破。 帕拉德指出，为了让军队确保他们的合作，马科斯“必须扩大军事组织并庇护将军以收买他们的忠诚”。
马科斯监督了菲律宾武装部队的大幅扩充，从 1971 年的 57,100 人增加到 1976 年的 113,000 人，增幅高达 97.89%--五年间增幅显著。他还将国防预算从 1972 年的 8.8 亿菲律宾比索增加到 1976 年的 40 亿菲律宾比索。马科斯还制定了菲律宾武装部队自力更生防御态势（SRDP）计划，该计划旨在使菲律宾武装部队能够实现武器自主生产建造，实现坦克、装甲车、舰艇、 炮艇和飞机等武器的自制，以减少武器供应对外国的依赖。其中包括菲律宾海军的 "圣巴巴拉项目"（Project Santa Barbara），该项目于 1972 年测试了以马科斯儿子的名字命名的 Bongbong II 多管火箭炮。
除国防任务外，军队还被赋予许多职能，包括协助实施对玉米和大米等关键产品的价格管制，执行国家玉米采购计划的规则，协助农村和政府银行征收贷款、实施土地改革法以及各种警察职能，例如收缴无照枪支和实施宵禁，以及镇压罢工、集会和其他示威活动。
马科斯进行了“武装部队历史上最大规模的改组”，他强行让菲律宾武装部队25名军官中的14人退役，其中包括菲律宾武装部队参谋长、菲律宾武装部队副参谋长、菲律宾陆军总司令 、菲律宾警察局长、所有四个警察区的指挥官以及三分之一的菲律宾警察省指挥官。其他批评马科斯的重要军官，例如准将拉蒙·阿尔卡拉斯，被迫离职。马科斯任命了来自他的家乡伊罗戈地区的军官来代替他们，其中最重要的人与马科斯有家族联系——确保了他们对他的家族和地区忠诚。
因此，马科斯政府被认为标志着菲律宾武装部队在文官至上和专业精神等传统价值观方面的衰落，导致后来的政府需要根据 1990 年达维德委员会和 2003 年费利西亚诺委员会的建议进行安全部门改革。
民间和军事历史学家都一致认为，正如国际特赦组织等国际监测机构所记录的那样，马科斯执政期间“军队的侵犯人权行为变得猖獗”。这些报告事件中经常特别提到的单位包括菲律宾警察局的 Metrocom 情报和安全小组 (MISG)、第五警察安全单位 (5CSU) 以及菲律宾武装部队情报局 (ISAFP)。总统安全部门和国家情报与安全局（NISA）也被指控协助这些活动。除了侵犯人权外，这些单位还被指控以威胁、恐吓和暴力手段骚扰媒体实体、企业管理层和反对派团体。
马科斯政府还标志着至少两场长期冲突的开始，这些冲突继续困扰着后来的政府：摩洛冲突和新人民军冲突。
摩洛冲突真正开始于 1968 年，当时穆斯林独立运动和莫洛民族解放陣線等短命组织因贾比达大屠杀的消息而成立，其中许多力量最终联合起来，成立了摩洛民族解放阵线 1972年。
与此同时，菲律宾共产党于1968年成立，而新人民军于1969年成立，在全国范围内发展壮大，拥有20万兵力。

### 人民力量革命
由于民众认为1986年菲律賓總統選舉中存在选举舞弊，1986年2月由于大规模的民众抗议活动使菲律宾出现了一段不确定时期。抵制运动和大规模平民抗议活动的计划纷纷出台。
这场非暴力的政治运动，由洪纳山（Gregorio Honasan）中校等年轻军官所组成的“改革军队运动”因而与国防部长恩里莱（Juan Ponce Enrile）密商发动政变。然而，政变计划遭到泄露，参与政变的部队被困在奎松城的阿吉纳尔多营地。
随后，他们在邻近的克拉姆营寻求并获得了菲律宾警察局长兼菲律宾武装部队参谋长菲德尔·拉莫斯中将的支持，但即使得到了拉莫斯的支持，他们的部队仍被困在两个相邻的营地中无法动弹。
天主教馬尼拉總教區大主教辛海棉在 Veritas 广播电台呼吁人们前往两个营地之间的桑托斯大道部分，帮助保护叛军。由于平民团体已经计划针对选举结果举行大规模抗议活动，大量人群聚集在一起，阻止马科斯的部队袭击阿吉纳尔多和克拉梅营地。这场后来被称为 "人民力量革命 "的平民起义导致菲律宾武装部队各部队拒绝执行向营地和保护营地的平民开火的命令，并导致马科斯下台。随后科拉松·阿基诺就任菲律宾新总统。
2 月 26 日午夜过后不久，菲德尔·拉莫斯（Fidel Ramos）指挥的五辆军用卡车抵达马拉卡南宫，在费迪南德·马科斯（Ferdinand Marcos）离开和一些人进入宫殿后保护宫殿安全，这标志着马科斯统治的结束，并将宫殿置于菲律宾临时政府的控制之下，直到一年后（1987 年）颁布新宪法。

### 20世纪后期
在科拉松·阿基诺任期内,尽管她面临着各种政变企图,大多数军队单位仍对她保持忠诚。这些政变企图要么来自仍对前独裁者忠诚的军队派系，（p. 135）要么来自“改革军队运动”。1989年的政变企图是对她所有政变企图中最血腥的一次，在美国的帮助下被镇压。
在1989年的政变企图后，阿基诺总统成立了一个以选举委员会主席Hilario Davide Jr.为首的调查委员会，以调查和全面报告这一系列的政变企图。当报告出台时，戴维德委员会报告推荐了几项短期和长期的应对措施，包括建立一个文职国家警察部队、打击军队腐败、对政府任命官员的绩效评估、改革军事晋升过程、审查1992年总统大选的选举法律、以及阿基诺对她是否有意在1992年寻求连任的明确声明。（pp. 509–530）这份报告的出版被认为是菲律宾安全部门改革的重要起点之一。
在她的任期内，法新社在短暂中断后还发起了一场针对菲律宾共产党-新人民军的大规模运动，还针对南部的摩洛民族解放阵线（MNLF）发起了大规模运动。
在她的任期内，武装部队还在暂停一段时间后对菲共国民党发起了大规模运动，以及针对莫洛民族解放陣線的南方运动。
1991年，由于议会通过法案将菲律賓國家警察并入菲律宾保安部队，使其脱离武装部队的控制并民政化，警察从武装部队的一个主要部门变成隶属内政部本地政府部，因此武装部队的主要部门从四个减少到三个。

### 当代历史
2000年，时任总统约瑟夫·埃斯特拉达下令武装部队对摩洛伊斯兰解放阵线发动“全面战争”，后者是莫洛伊斯蘭解放陣線的分裂团体，意图宣布棉兰老为独立国家。
2001年，埃斯特拉达在历时两天的人民力量革命中下台，武装部队在其中发挥了关键作用。这场革命让时任副总统格洛丽亚·马卡帕加尔·阿罗约成为总统。
自2001年以来,菲律宾武装部队一直积极支持反恐战争，并一直在棉兰老追击恐怖分子。2012年，武装部队参谋长表示，很长一段时间里士兵人数没有增加，军方旨在三年内招募3万名士兵。
2013年，在望加锡危机中，武装部队设法挫败了莫洛民族解放阵线宣布巴格萨莫共和国独立的攻击。2016年2月和11月，武装部队与毛特组织在布蒂格发生冲突。2017年，武装部队还与马拉维的ISIS武装分子发生冲突，促使杜特尔特总统根据216号公告宣布戒严令。
2014年《包括性霸摩罗协议》签署后，武装部队在与莫洛伊斯兰解放阵线的正常化进程中发挥了关键作用,其中包括“停止使用莫洛伊斯兰解放阵线-巴格萨莫洛伊斯兰武装部队的战斗人员及其武器，并将几个营地转变为富有生产力和弹性的社区”，与菲律宾国家警察和伊斯兰武装部队建立了密切的工作关系，以追求邦萨摩洛自治区的和平。

## 组织架构与部门
1987年菲律宾宪法规定，武装部队受文职领导人、菲律宾总统的控制，总统兼任武装部队最高统帅。所有部门都属于国防部，国防部长负责领导。
菲律宾武装部队有三大军种:
- 菲律宾陆军 (PA) – 菲律宾国土军
- 菲律宾海军 (PN) – 菲律宾海军
  - 菲律宾海军陆战队 (PMC) –  菲律宾海军陆战队
- 菲律宾空军 (PAF) – 菲律宾空军

这三大军种统一受菲律宾武装部队参谋长(CSAFP)的指挥，后者通常持有将军/舰队司令的军衔。武装部队参谋长主要受以下人员协助：
- 武装部队副参谋长(VCSAFP)
- 武装部队副参谋长代理(TDCSAFP)

两者通常持有中将/海军中将军衔。
武装部队的三个最高职务还由联合参谋秘书(SJSAFP)协助,联合参谋秘书担任武装部队参谋长、副参谋长和副参谋长代理的主要行政官员。
每一个主要部门都由以下头衔的军官领导：
- 菲律宾陆军总司令(CGPA) - 中将
- 指挥官(FOIC) - 海军中将
- 菲律宾空军总司令(CGPAF)- 中将
- 联合司令部司令(中将/海军中将)

与此同时，参谋长还受以下10名军官协助,这些军官在阿吉纳尔多营地总部联合参谋部担任联合参谋部门成员，持有少将/海军少将军衔。这些联合参谋部门也是联合参谋的一部分,联合参谋由武装部队参谋长、副参谋长和副参谋长组成。
- 人事副参谋长, J1
- 情报副参谋长, J2
- 行动、组织和训练副参谋长, J3
- 后勤副参谋长, J4
- 计划副参谋长, J5
- 通信、电子和信息系统副参谋长, J6
- 民军事务副参谋长, J7
- 教育、训练和学说副参谋长, J8
- 退伍军人和后备军人事务副参谋长, J9
- 财务管理副参谋长, J10

武装部队还包括特别参谋部门，该部门分为两个独立小组。这些小组也会在指定领域协助参谋长：
- 行政参谋：
  - 总检查长(TIG) - 中将/中将
  - 总管参谋长(TAG)
  - 法律总顾问(TJAG)
  - 首席牧师服务官(TCCS)
  - 总警务长(TPMG)
  - 特别服务主管(TCSPS)
  - 历史活动主管(TCHA)
  - 学说发展主管(TCDD)
- 技术参谋
  - 总工程师
  - 军械和化学服务主管
  - 总务长
  - 总外科医师
  - 首席护士

参谋长还受以下军衔主官的协助，指挥相当于师级部队，指挥官均为少将/海军少将军衔：
- 陆军师长
- 海军司令员
- 空军司令员
- 菲律宾海军陆战队司令官

2020年6月19日，根据国防部174号命令，武装部队对高级官员的职位做出了重大更改，如下所示：
- 武装部队参谋长 - 联合参谋主席
- 武装部队副参谋长 - 联合参谋副主席
- 武装部队副参谋长代理 - 联合参谋长
- 联合司令部司令 - 联合司令部联合部队司令
- 副参谋长(职能领域)(联合参谋) - 联合参谋副长(职能领域)
- 菲律宾陆军总司令 - 陆军司令
- 指挥官 - 海军司令
- 菲律宾空军总司令 - 空军司令

然而，几个月后，由于罗德里戈·杜特尔特总统撤销了这些职务头衔的使用，武装部队将这些变更推迟，决定保留传统的职务头衔。

### 联合司令部
来自这三个军种的部队可以分配给六个“联合司令部”中的一个，每个联合司令部由各联合司令部司令领导; 由来自武装部队三个部门的不同部门组成,是多军种的区域实体。 联合司令部负责监测、保护和防卫菲律宾指定地理区域。 目前武装部队有六个联合司令部，每个联合司令部司令持有中将/海军中将军衔，并直接向武装部队参谋长办公室报告。
- 北吕宋司令部（NOLCOM）（伊羅戈區、科迪勒拉行政区、卡加延河谷和中吕宋，包括斯卡伯勒浅滩（黄岩岛）和班哈姆高地）
- 南吕宋司令部（SOLCOM）（卡拉巴松、民马罗巴（不包括巴拉望）和比科尔地区
- 米沙鄢司令部（VISCOM）（西米沙鄢、中米沙鄢、东米沙鄢）
- 西部司令部（WESCOM）（巴拉望岛和南沙群岛）
- 东棉兰老岛司令部（EASTMINCOM）（达沃地区、索科斯克薩爾根和卡拉加地区）
- 棉兰老岛西部司令部（WESTMINCOM）（三宝颜半岛、棉兰老岛北部和棉兰老岛北部边境地区）

#### 联合司令部司令
| 北吕宋司令部司令   | 北吕宋司令部司令        | 任命时间                  | 部门       |
| ------------------ | ----------------------- | ------------------------- | ---------- |
|                    | Fernyl G. Buca中将      | 2023年1月25日 (2岁171天)  | 菲律宾空军 |
| 南吕宋司令部司令   | 南吕宋司令部司令        | 任命时间                  | Branch     |
|                    | Efren P. Baluyot中将    | 2022年11月25日 (2岁232天) | 菲律宾陆军 |
| 米沙鄢司令部司令   | 米沙鄢司令部司令        | 任命时间                  | 部门       |
|                    | Benedict M. Arevalo中将 | 2022年11月14日 (2岁243天) | 菲律宾陆军 |
| 西部指挥部司令     | 西部指挥部司令          | 任命时间                  | 部门       |
|                    | Alberto B. Carlos中将   | 2022年1月21日 (3岁175天)  | 菲律宾海军 |
| 东棉兰老司令部司令 | 东棉兰老司令部司令      | 任命时间                  | 部门       |
|                    | Greg T. Almerol中将     | 2021年3月8日 (4岁129天)   | 菲律宾陆军 |
| 西棉兰老司令部司令 | 西棉兰老司令部司令      | 任命时间                  | 部门       |
|                    | Roy M. Galido中将       | 2023年1月20日 (2岁176天)  | 菲律宾陆军 |

### 适用于武装部队全体的服务支持和独立单位
几个适用于武装部队全体的支持服务和独立单位直接向武装部队菲律宾总部报告。这些单位包括:
- AFP总司令部和总部服务司令部(GHQ和HSC)
- AFP国家首都区联合特遣部队(AFP JTF-NCR)
- 总统安全组(PSG)
- 菲律宾军官学校(PMA)
- AFP教育、训练和学说司令部(AFPETDC)。其下属组织包括:
  - AFP指挥与参谋学院(AFPCGSC)
  - AFP军官候选学校
- AFP卫生服务司令部。其下属组织包括:
  - AFP医疗中心(AFPMC)
  - AFP牙科服务中心(AFPDSC)
- AFP特种作战司令部(AFPSOCOM)
- AFP后备军司令部(AFPRESCOM)
- AFP福利品商店和交换服务(AFPCES)
- 武装部队民事关系服务(CRSAFP)
- 武装部队通信、电子和信息系统服务(CEISSAFP)
- 武装部队情报服务(ISAFP)
- AFP学说发展中心(AFPDDC)
- AFP维和行动中心(AFP-PKOC)
- 公民武装部队地理单位(CAFGU)

### 前警察部门
菲律宾保安部队是菲律宾在1901年由美国任命的行政当局成立的一支类似于國家憲兵的军事警察部队，取代了西班牙殖民政权的民警。 1990年12月13日，第6975号共和国法案获得通过，组建了菲律宾国家警察，由综合国家警察和警察军官及士兵组成。在该法案生效后，警察不再是武装部队的一个主要部门，综合国家警察也不再是国家警察和民防部队。1991年1月29日，警察和综合国家警察正式退出现役，取而代之的是新组建的国家警察。

### 已不存在的前司令部
- 国家首都区司令部(NCRCOM)
- 中吕宋司令部(CELCOM)
- 中棉兰老司令部(CENMINCOM)
- 南部司令部(SOUTHCOM)
- 国内防卫司令部(HDC)
- 国内防卫司令部(IDC)
- 国家发展支援司令部(NADESCOM)

## 改革和现代化
武装部队是菲律宾安全领域治理与改革的“核心安全行为体”之一，这涉及到使菲律宾政府的安全机构平民化、专业化、现代化和提升能力，以使其与良善治理和人权、信息自由以及文官法治等原则保持一致。这是一个1986年人民力量革命后建立第五共和国以来就一直在进行的过程，甚至在20世纪90年代这个概念还没有在国际上被完全定义之前[6]。